# Jean-Marc Reiser
Ne doit pas être confondu avec Jean-Marc Reiser, condamné en 2022 pour assassinat dans l'affaire Sophie Le Tan.
Pour les articles homonymes, voir Reiser.
Jean-Marc Roeiser, dit Reiser, né le 13 avril 1941 à Réhon en Meurthe-et-Moselle et mort le 5 novembre 1983 à Paris 4e, est un dessinateur de presse et auteur de bande dessinée français connu pour ses planches à l'humour féroce.

## Biographie
Reiser est issu d'une famille modeste : sa mère, Charlotte Roeiser, est femme de ménage et il ne connaît pas l'identité véritable de son père, peut-être le soldat Pierre Roussillon comme l'affirme sa mère. Il arrête ses études à 15 ans en 1956, travaille un moment comme apprenti chez Couleurs Lefranc puis entre chez le caviste Nicolas où il reste quatre ans jusqu'en 1960.
Autodidacte du dessin, Reiser commence en 1958 une carrière de dessinateur en publiant dans différentes revues mineures, telles que Blagues (sous le pseudonyme JIEM) et La Gazette de Nectar, journal interne à la maison Nicolas (sous le pseudonyme J.-M. Roussillon). Il présente ses dessins à Cavanna dès 1958 et publie dans le journal de celui-ci, Les Cordées (ex-Zéro). En 1960 il participe à la création du mensuel Hara-Kiri fondé par Cavanna, Georges Bernier (Professeur Choron) et Fred (Fred Othon Aristidès), magazine qui deviendra l'un des fleurons de la culture underground des années 1960. Après son retour du service militaire en 1963 il ne signe plus ses dessins de son pseudo Jiem (pour « J.M. », les initiales de son prénom) mais de son nom de famille.
En 1966 il entre au journal Pilote où il collabore avec Gotlib, Alexis, Mézières, Mandryka et d'autres. En mai 1968 il dessine dans Action, avec Siné et Wolinski. Après l'interdiction d'Hara-Kiri Hebdo en 1970, en raison de l'annonce irrespectueuse de la mort du général de Gaulle (le fameux « Bal tragique à Colombey : un mort », amalgame iconoclaste de la mort du général et de l’incendie d’un dancing à Saint-Laurent-du-Pont en Isère où périrent 146 personnes), il collabore naturellement dès le premier numéro à Charlie Hebdo qui lui succède. Tout au long de sa carrière, Reiser a également publié dans La Gueule ouverte (il s'intéresse de très près à l'écologie, particulièrement à l'énergie solaire), BD, Charlie Mensuel, Métal hurlant, L'Écho des savanes (ce dernier avec la collaboration de Coluche), et Le Monde (été 1978).
Son œuvre est considérable. On retiendra ses personnages titres Gros Dégueulasse ou Jeanine, mais ses véritables héros sont des personnages de la vie ordinaire évoluant dans des scénarios d'une grande originalité. Ses dessins ont été rassemblés dans de nombreux recueils : Ils sont moches, La Famille Oboulot en vacances, Les Oreilles rouges, La Vie au grand air, Vive les femmes, Vive les vacances, La Vie des bêtes, On vit une époque formidable, Les copines, Phantasmes, etc. La série des Sales Blagues publiée dans L'Écho des Savanes, poursuivie par Vuillemin, continue d'attirer un grand nombre de lecteurs.
Parmi les principales caractéristiques de son style, on peut retenir[réf. nécessaire] :
- son habitude de parler des gens ordinaires, de leur vie de tous les jours ; il a très rarement dessiné les hommes politiques de son époque, bien que travaillant pour un hebdomadaire satirique ;
- la simplicité de son dessin : Reiser va toujours à l'essentiel, faire rire ; après son décès son trait a été imité, voire plagié, par plusieurs confrères ;
- son humour, très cru (mais porté par son époque), dont le fréquent mauvais goût assumé s'estompe derrière le génie des inventions.

### Vie privée
Il a été l'époux de Michèle Reiser, réalisatrice de télévision et membre du CSA, auteur des livres Dans le creux de la main (2008), Jusqu'au bout du festin (2010). Son fils est Frantz Reiser.

### Mort
Jean-Marc Reiser meurt le 5 novembre 1983 à Paris des suites d'un cancer des os et, lors de son enterrement au cimetière du Montparnasse, l'équipe d'Hara-Kiri dépose sur sa tombe une gerbe sur laquelle on peut lire : « De la part de Hara Kiri, en vente partout. » Le mois suivant, un numéro spécial du journal reprend le titre d'un de ses dessins dont la cible était à l'origine le général Franco : « Il est allé au cimetière à pied. »
  

Pour Reiser le titre est devenu : 

« Reiser va mieux. Il est allé au cimetière à pied. »

Selon Sylvie Coma, qui deviendra directrice adjointe de la rédaction de Charlie Hebdo, le dessinateur aurait demandé que les femmes viennent à son enterrement en porte-jarretelles et sans culotte et qu'elles enjambent sa tombe.

La tombe de Reiser au cimetière du Montparnasse
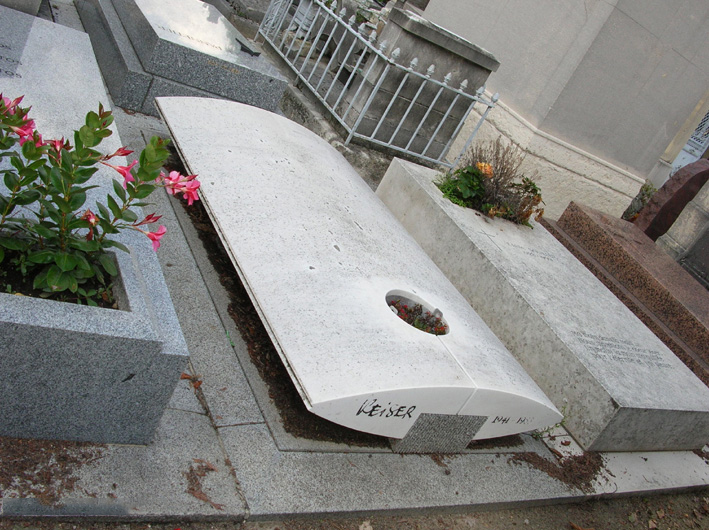
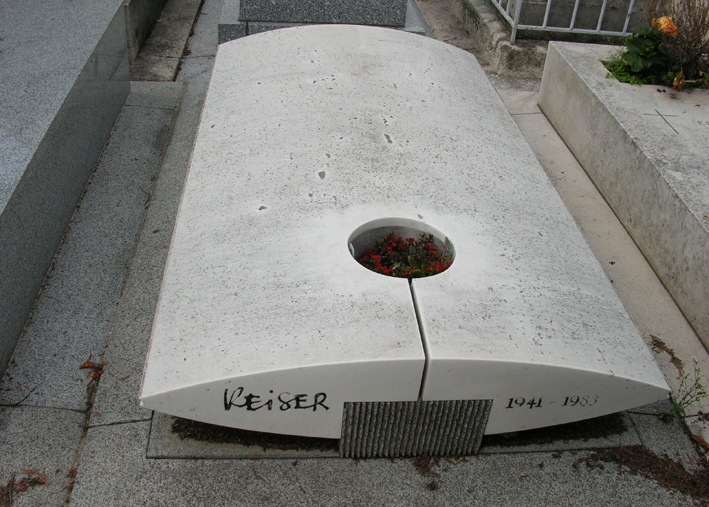

Cette tombe, d'une forme peu conventionnelle, a été brocardée par Pierre Desproges qui vouait une véritable admiration à Reiser. Elle présente en fait le profil d'une aile parce que Reiser était un passionné d’aviation (il est l’un des pionniers du vol libre français à travers l’expérimentation des ailes delta). Il a croqué les travers de ce milieu avec le trait féroce qui caractérise son œuvre : la crise de l’industrie aéronautique française et de l’aéropostale, les difficultés de Concorde, l'esthétique particulière du Boeing 747, les grèves des pilotes d’Air France, les détournements d’avion, le choc pétrolier… Une exposition au musée de l'air en 2008 a dévoilé ce côté méconnu de Reiser.

## Œuvre

### Publications dans des périodiques
- Histoires courtes et illustrations dans Hara-Kiri, 1960-1982.
- Histoires courtes (scénario), avec divers dessinateurs, dans Pilote, 1966-1970[8].
- Actualités, dans Pilote, 1967-1972.
- L'Histoire de France en 80 gags (scénario), avec Pouzet (dessin), dans Pilote, 1967-1969.
- Gribouillons (scénario), avec Alain Dubouillon (dessin), dans Tintin, 1967-1969.
- Gazoual (scénario), avec Alain Dubouillon (dessin), dans Record, 1967-1969.
- Histoires courtes et illustrations dans Hara-Kiri Hebdo, 1969-1970.
- Histoires courtes dans Charlie Mensuel, 1969-1970.
- Mon papa, dans Charlie Mensuel, 1969-1970.
- La Vie au grand air, dans Charlie Mensuel, 1970-1979.
- Histoires courtes et illustrations dans Charlie Hebdo, 1970-1981.
- Gros Dégueulasse, dans BD, 1977-1978.
- Les Sales Blagues de Coluche et Reiser, avec Coluche (scénario), dans L'Écho des savanes, 1982-1983.
- Histoires courtes dans L'Écho des savanes, 1982-1984.

### Albums et recueils

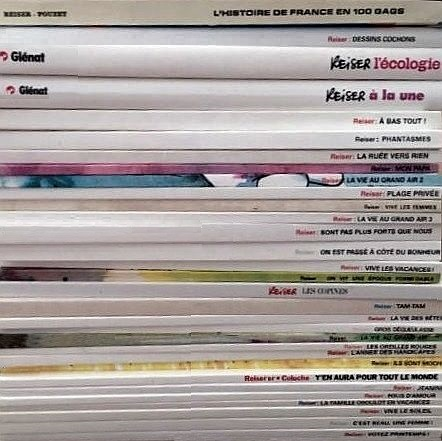
"Les années Reiser".

- L'Histoire de France en 100 gags (scénario), avec Pouzet (dessin), Dargaud, 1969. Réédition sous le titre 1515 connais pas !, 1984.
- Ils sont moches, Éditions du Square, coll. « Série bête et méchante », 1970.
- Mon Papa, Éditions du Square, coll. « Série bête et méchante », 1971.
- Je vous aime, Euréditions, 1971.
- La Vie au grand air :

1. La Vie au grand air, Éditions du Square, coll. « Série bête et méchante », 1972.
2. La Vie au grand air 2, Albin Michel, 1996.
3. La Vie au grand air 3, Albin Michel, 1997.

- La vie des bêtes, Éditions du Square, coll. « Série bête et méchante », 1974.
- On vit une époque formidable, 1976.
- Vive les femmes, Éditions du Square, 1978[9].
- Vive les vacances, Éditions du Square, 1979.
- Phantasmes, Éditions du Square, 1980.
- Les Copines, Albin Michel, 1981.
- Gros Dégueulasse, Albin Michel, 1982.
- Fous d'amour, Albin Michel, 1984.
- Saison des amours, Albin Michel, 1986 . Repris dans La Vie au grand air 2 et 3.
- Jeanine, Albin Michel, 1987.
- La Famille Oboulot en vacances, Albin Michel, 1989.
- Y'en aura pour tout le monde (dessin), avec Coluche (scénario), Albin Michel, 1989.
- Les Oreilles rouges, Albin Michel, 1992.
- Tam tam, Albin Michel, 1993. Repris dans La Vie au grand air 2 et 3.
- Les années Reiser (préf. Delfeil de Ton), Albin Michel

1. On est passé à côté du bonheur, 1994. Année 1974.
2. Sont pas plus forts que nous, 1995. Année 1975.
3. À bas tout !, 1996. Année 1976.
4. Votez printemps !, 1996. Année 1977.
5. C'est beau une femme !, 1996. Année 1978.
6. Plage privée, 1997. Année 1979[10].
7. La ruée vers rien, 1998[11]. Année 1980.
8. L'année des handicapés, 1999. Année 1981.
9. Vive le soleil, 2001. Années 1982 et 1983.

- Dessins cochons, Albin Michel, 1998[12].
- Ça va être ta fête, Albin Michel, 2003.
- Reiser à la une, Glénat, coll. « Humour », 2008. Sélection de couvertures pour l'Hebdo Hara Kiri et Charlie Hebdo.
- Reiser. L'écologie, Glénat, 2010. Recueil thématique de planches écologistes.
- Reiser. Les années Pilote (préf. Jean-Marc Parisis), Glénat, 2011 — planches publiées en 1967-1972.

### Adaptations à l'écran
- 1984 Vive les femmes !
- 1986 Gros Dégueulasse
- 1997 Tam-tam (série télévisée[13])

### Illustrations de disque
- La Grande Bouffe (BOF du film - 45T, 1973).
- Vive les femmes ! (BOF du film - 45T, 1984).
- Gros Dégueulasse (BOF du film - 45T, 1985).

### Œuvres de commande
- 1973 : Affiche du film : La Grande Bouffe de Marco Ferreri
- 1978 : Dessin contre le viol pour le film L'Amour violé de Yannick Bellon

### Ouvrages collectifs
- Les Meilleures couvertures de Charlie Hebdo, Alain Moreau, 1978.
- 1407 couvertures auxquelles vous avez échappé(es) de Charlie Hebdo, Alain Moreau, 1978.
- Mai 68, Michel Lafon, 2008.

### Tirages limités
- En avant pour une vie de bonheur. Reiser, 1987. Tirage limité à 500 exemplaires, pour l'inauguration du lycée professionnel Reiser de Longlaville (Meurthe-et-Moselle).

## Récompenses
- 1974 : Prix Saint-Michel du meilleur dessinateur étranger à Bruxelles pour La Vie au grand air
- 1978 : Grand prix de la ville d'Angoulême[14]

## Hommages
- La promotion de l'École nationale des services du Trésor de Noisiel (77) 1983-1984 porte son nom.
- Le lycée professionnel de Longlaville (Meurthe-et-Moselle) porte son nom depuis 1987 : le lycée Reiser. Lors de son inauguration étaient présents sa mère, son épouse, ainsi que Georges Wolinski et Gébé[15].
- Pour le vingtième anniversaire de son décès, en 2003, plusieurs dessinateurs lui rendent hommage dans l'album Reiser forever, dirigé et préfacé par Jean-Marc Parisis, aux éditions Denoël Graphic. Parmi eux : Baru, Cabu, Edmond Baudoin, Emmanuel Guibert, Florence Cestac, Joann Sfar, Julie Doucet, Marjane Satrapi et René Pétillon[16],[17].
- Une nouvelle biographie plus complète et descriptive de son biographe attitré Jean-Marc Parisis est parue pour célébrer les 30 ans de sa mort chez Glénat le 27 novembre 2013[18].

## Dans la culture
- En 1976, Patrick Roegiers et Jean-Pierre Berckmans ont consacré l'un de leurs six films co-réalisés dans la série Le Crayon entre les dents (RTBF) à Jean-Marc Reiser.
- Un film intitulé Vive les femmes ! a été réalisé en 1983 sur la base de la BD du même nom.
- En 1985, sort en salles le film Gros Dégueulasse, inspiré de la BD du même nom, avec Maurice Risch dans le rôle-titre.
- En 2008, dans le film Coluche, l'histoire d'un mec, le personnage de Jean-Marc Reiser est interprété par Alexandre Astier[19].
- L'artiste franco-américain Kosta Kulundzic reconnaît s'inspirer de ses œuvres[20].